# Elyse Levesque

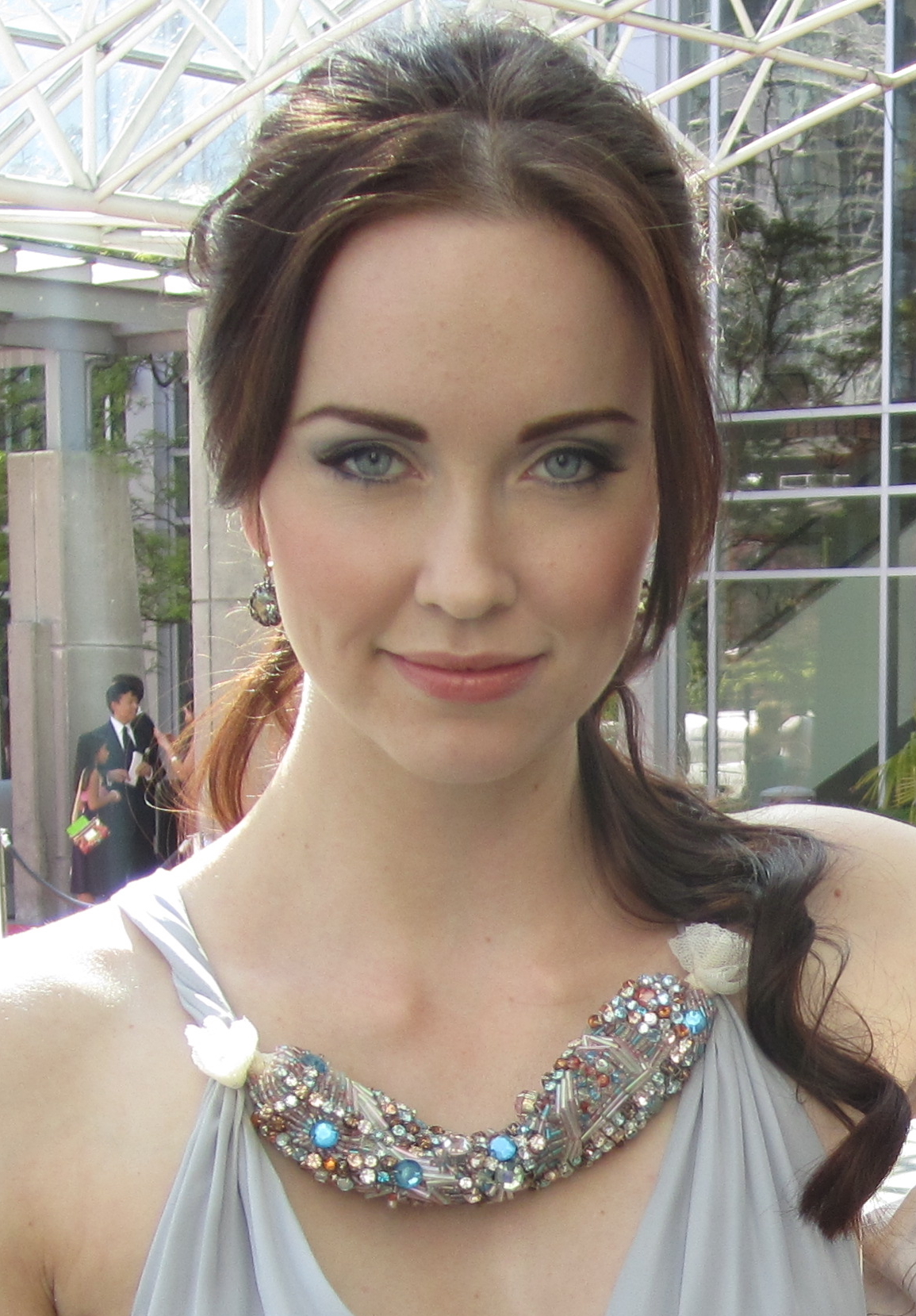
Elyse Levesque (2010)

Elyse Marie Levesque (* 10. September 1985 in Regina, Saskatchewan) ist eine kanadische Schauspielerin.

## Leben
Elyse Levesque startete ihre Schauspielkarriere, als sie mit elf Jahren in die Stammbesetzung der Science-Fiction-Kinderserie Incredible Story Studio aufgenommen wurde. Zusätzlich hatte sie Auftritte in Werbespots und spielte ab 2002 die Rolle der Dr. Maxine Rich in der Fernsehserie 2030 CE.
Nach der Highschool arbeitete sie für zwei Jahre als Model in Taiwan, Japan, Italien, Spanien und Frankreich, bevor sie schließlich nach Kanada zurückkehrte und ein Kunststudium begann. 2006 zog sie nach Vancouver, um sich vollständig auf ihre Schauspielkarriere zu konzentrieren. Sie schrieb sich in eine Schauspielschule ein und übernahm einige Rollen in Film- und Fernsehprojekten.
Von 2009 bis 2011 spielte sie die Rolle der Chloe Armstrong in der Science-Fiction-Fernsehserie Stargate Universe. 2014 war sie als die Hexe Genevieve in der ersten Staffel des Vampire Diaries-Spin-off The Originals zu sehen.
Levesque lebt derzeit in Los Angeles im US-Bundesstaat Kalifornien.

## Filmografie (Auswahl)

### Filme
- 2003: Betrayed (Fernsehfilm)
- 2004: The Cradle Will Fall
- 2008: Tornado – Niemand wird ihm entkommen (Storm Cell)
- 2008: Die Reise zum Mittelpunkt der Erde (Journey to the Center of the Earth)
- 2012: Slumber Party Slaughter
- 2012: In Return
- 2013: Sons of Liberty
- 2013: Fishing Naked
- 2015: Spare Change
- 2019: Ready or Not – Auf die Plätze, fertig, tot (Ready or Not)
- 2020: The Big Ugly
- 2020: The Corruption of Divine Providence
- 2022: The Darker the Lake
- 2022: Doula
- 2023: Disquiet
- 2024: Lowlifes

### Fernsehserien
- 1997: Incredible Story Studio (eine Folge)
- 2001: MythQuest (Folge 1x04)
- 2002–2003: 2030 CE (5 Folgen)
- 2006: Masters of Horror (Folge 2x11)
- 2007: Smallville (2 Folgen)
- 2008: Men in Trees (Folge 2x10)
- 2009–2011: Stargate Universe (40 Folgen)
- 2013–2014: Cedar Cove – Das Gesetz des Herzens (Cedar Cove, 13 Folgen)
- 2014: The Originals (12 Folgen)
- 2016: Containment – Eine Stadt hofft auf Rettung (Containment, 2 Folgen)
- 2016: Motive (Folge 4x08)
- 2016: Notorious (Folge 2x02)
- 2016: Shoot the Messenger (8 Folgen)
- 2017: Legends of Tomorrow (Folge 2x12)
- 2017: Orphan Black (6 Folgen)
- 2019: Into the Dark (Folge 2x02)
- 2020, 2021: Private Eyes (3 Folgen)
- 2021: Magnum P.I. (Folge 3x11)
- 2022: The Orville (Folge 3x07)
- 2022: Navy CIS (NCIS, Folge 20x05)
- 2022: Quantum Leap – Zurück in die Vergangenheit (Quantum Leap, 2 Folgen)
- 2024: CSI: Vegas  (Folge 3x03)
- 2024: Leben ohne Ende (4 Folgen)